# シモン・デ・フリーヘル
シモン・デ・フリーヘル（Simon de Vlieger、1601年頃 – 1653年3月13日（葬礼日））はオランダの画家、版画家、工芸家である。海洋画家として知られる。

## 略歴
ロッテルダムに生まれた。誰から絵の訓練を受けたかは知られていない。風景画家のヤン・ファン・ホーイェン(1596-1656)やオランダの海洋画のスタイルを創ったヤン・ポルセリス(Jan Porcellis: 1580/84-1632)から影響を受けているとされる。1634年からデルフトで働き、デルフトの聖ルカ組合に入会していた。1638年にアムステルダム移り、1643年にアムステルダムの市民権を得た。1630年代、1640年代を通じて最も有名なオランダの海洋画家となった。荒海の情景や、平穏な海の情景を描き、巧みに海に反射する光を描いた。
海洋画の他に、デルフトではタペストリのデザインも行い、アムステルダムでは教会のステンドグラスのデザインや宗教画も描いた。
ヤン・ファン・デ・カペレ(Jan van de Cappelle: 1626–1679)やウイレム・ファン・デ・フェルデ(Willem van de Velde de Jonge:1633–1707)といったオランダ海洋画の次の世代の画家に影響を与えた。ウイレム・ファン・デ・フェルデの海洋画がイギリスで人気を得た後、忘れられていたが19世紀に入って再評価された。

## 作品

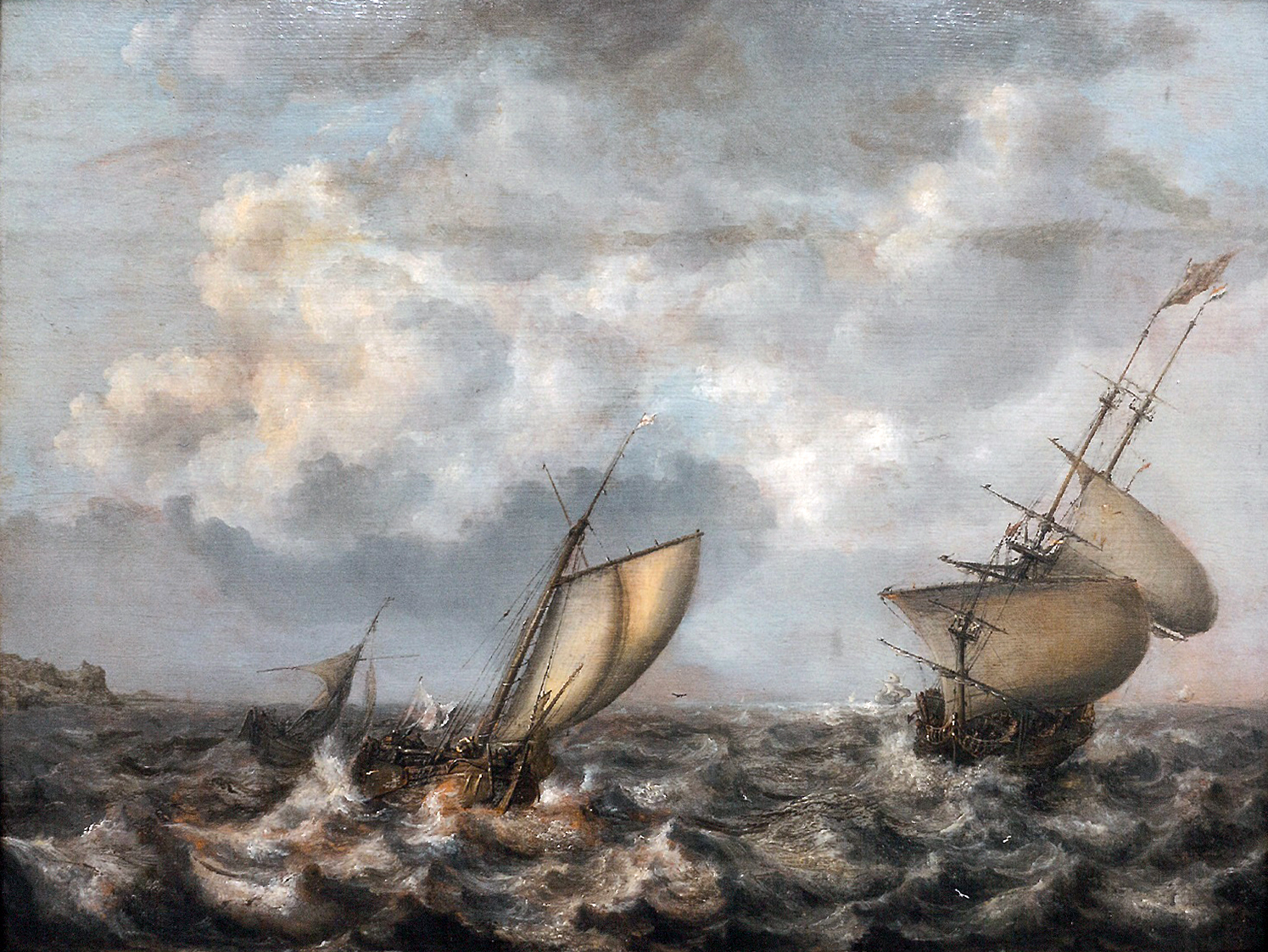
荒れた海と帆船
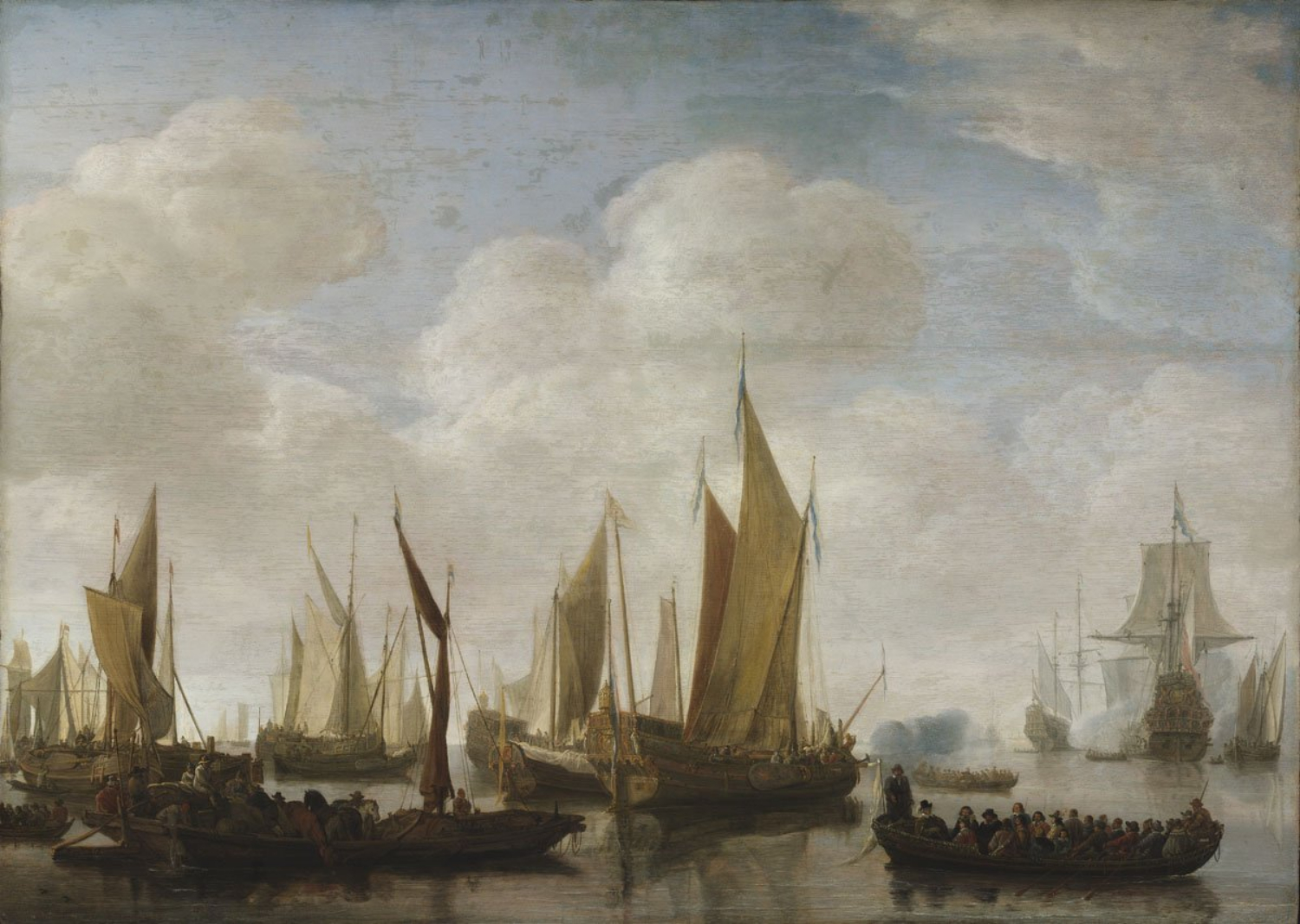
フレデリック・ヘンドリックを迎えるドルトレヒトの港
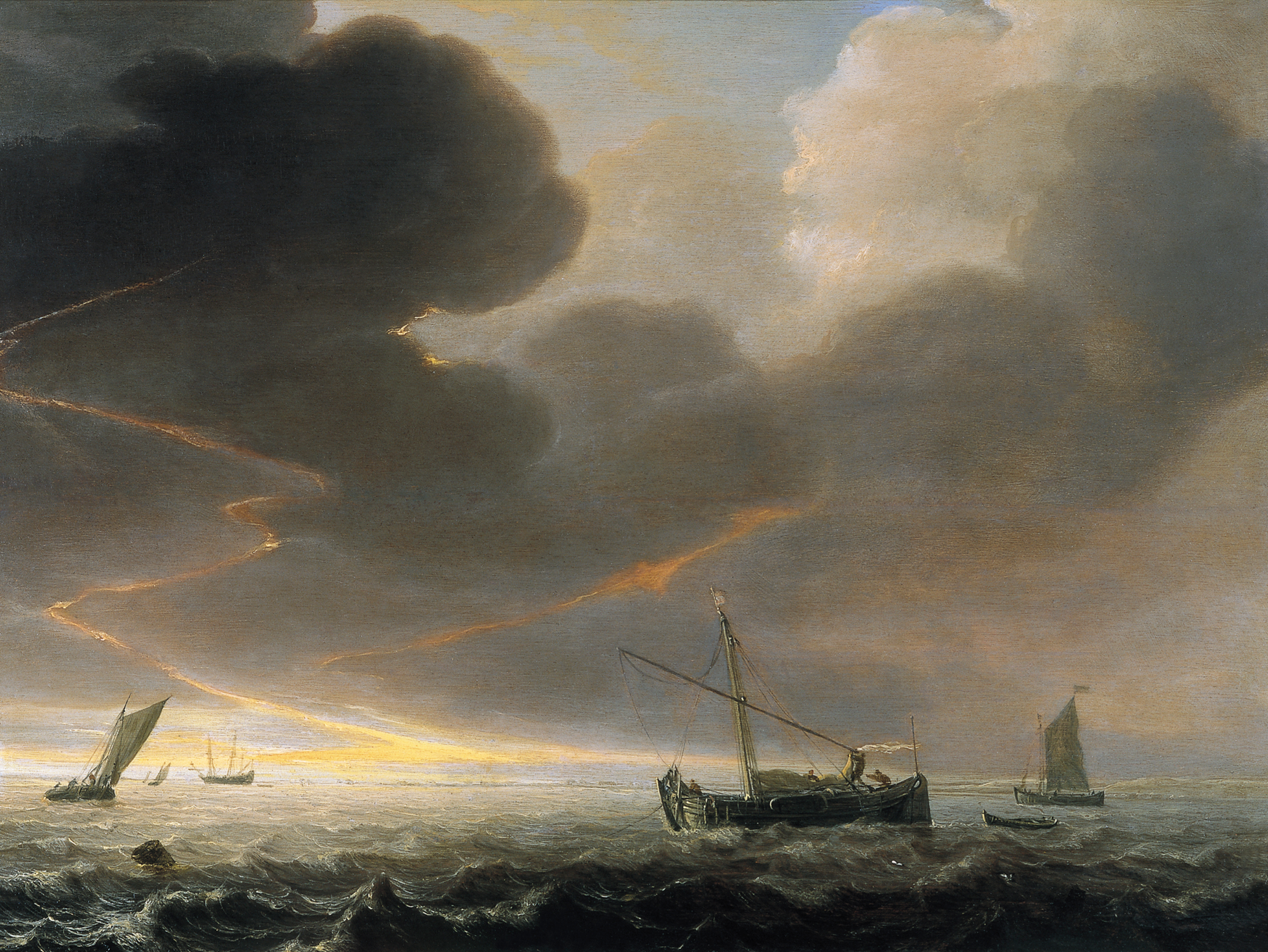
沖での雷雨